# .22 BB
.22 BB Cap（Bulleted Breech Cap）是一種低速、低噪音，口徑0.22英吋底緣底火式（Rimfire）的子彈。外型與.22 LR類似，但是較短。力量與口徑0.22英吋的空氣槍相近。通常用於室內練習。.22 BB Cap是於1845年發展的第一個底緣底火式子彈。由於彈殼內沒有發射藥，僅靠底火產生的力量將彈頭射出，槍口初速低於 700 英尺／秒（210米／秒）。

## 彈藥規格
- 彈殼長度：0.284 寸（7.2 毫米）
- 全 長：.343 寸（8.7 毫米）
- 彈頭重量：18 格令（1.17 克）

## 相關資訊
- 手槍子彈列表
- .22 CB
- .22 Short
- .22 Long
- .22 LR
- .22 Magnum